# Новогеоргиевский (Челябинская область)
Новогеоргиевский — посёлок в Брединском районе Челябинской области России. Входит в Боровское сельское поселение.

## География
Расположен в северной части района, на берегу реки Камышлы-Аят. Расстояние до районного центра посёлка Бреды 38 км; до центра сельского поселения села Борового 3 км. В 1 км проходит Южно-Уральская железная дорога (участок Карталы — Орск Уральского хода).

## История
Поселок основан в 1912 году на Георгиевской пустоши.

## Население
| 2002 | 2010 |
| ---- | ---- |
| 468  | ↘436 |

### Историческое население
| 1920 | 1926 | 1970 | 1983 | 1995 |
| ---- | ---- | ---- | ---- | ---- |
| 125  | 122  | 448  | 240  | 439  |

## Улицы
- Дорожный переулок,
- переулок Мира,
- Молодежная,
- Набережная,
- Речная,
- Солнечная,
- Степная,
- Строительная,
- Целинная,
- Школьная,
- Центральная.

## Инфраструктура
- Библиотека.